# Бриллиантовое руно
«Бриллиантовое руно» (англ. The Diamond Fleece) — канадский телевизионный художественный фильм в жанре криминальной комедии, поставленный режиссёром Элом Уэксманом.

## Сюжет
Рики Данн — вор, специализирующийся на алмазах, который недавно вышел из тюрьмы. Он был освобождён условно-досрочно, с тем чтобы стать консультантом по системам безопасности и помочь охранять один очень дорогой и редкий бриллиант стоимостью более 5 млн долларов, приобретённый ювелиром Филиппом Голденом.
На всякий случай к Рики приставили очень бдительного инспектора Аутло. Инспектор не верит в раскаяние профессионала и не напрасно — ведь Рики Данн решил только прикрыться системами безопасности словно ширмой и похитить этот редкий драгоценный камень.

## В ролях
| Актёр            | Роль                     |
| ---------------- | ------------------------ |
| Бен Кросс        | Рики Данн / Алекс Бройер |
| Кейт Неллиган    | Холли                    |
| Брайен Деннехи   | инспектор Аутло          |
| Тони Росато      | Клифф                    |
| Дженет-Лэйн Грин | мисс Грин                |
| Рон Ли           | Матрискиана              |
| Дэвид Хьюбанд    | Честон                   |
| Джонатан Уэлш    | Литлефилд                |
| Курт Райс        | Филипп Голден (ювелир)   |

## Награды
В 1993 году за роль Холли актриса Кейт Неллиган получила премию «Джемини» в номинации «Лучшее исполнение ведущей женской драматической роли».